# Seglergemeinschaft am Müggelsee
Die Seglergemeinschaft am Müggelsee e. V. (SGaM) ist ein im Bezirk Köpenick am Nordwestufer des Großen Müggelsees angesiedelter Segelverein. Die SGaM ist ordentliches Mitglied im Berliner Segler-Verband. Obwohl die Vereinsgeschichte erst 1990 begann, kann man auf etliche Vorgängervereine aus welchen die SGaM hervorging zurückblicken und kommt so auf eine über 100-jährige Vereinsgeschichte.

## Geschichte
- 1894 schließen sich segelinteressierte Berliner und Friedrichshagener Bürger (damals noch dem Kreis Niederbarnim zugehörig) zum Yachtclub Müggelsee (YCM) zusammen und erwerben einen „Glaspavillon“ in Fachwerkbauweise aus dem Bestand der Gewerbeausstellung 1896 im Treptower Park. Diesen stellen sie fast pachtfrei auf eine Landzunge des südlichen Ufers des Spreegemündes (Müggelschlösschen). Das Müggelbudengelände erwähnte schon Theodor Fontane in seinen „Wanderungen durch die Mark Brandenburg“.[4] Doch wenige Jahre später muss der Verein weichen, da 1901 das zum Kreis Teltow/Gemeinde Köpenick gehörige Ufer abgebaggert wird, um das Müggelgemünde für die Frachtfahrt Rüdersdorfer Baustoffe zu verbreitern.
- 1908 Vereinsgründung „Regattahaus am Müggelsee“
- 1937 vereinigten sich der Yachtclub Müggelsee und der 1921 gegründete Verein „Seglerheim am Müggelsee“ VSaM zum Yachtclub Müggel – Seglerheim YCM-S mit den Clubgebäuden „Haus an der Müggel“ und „Haus an der Spree“. Der VSaM ging aus dem 1908 gegründeten SVaM hervor.
- 1945 werden durch alliierte Beschlüsse zunächst alle dem NSRL zugeordneten Vereine aufgelöst. Doch schon 1946 wird am Müggelseedamm von Angehörigen ehemaliger Vereine die Sportgruppe Segeln (SGS) und im April 1949 die Sport-Gemeinschaft Müggelsee SGM gegründet.
- 1951 Betriebssportgemeinschaft (BSG) Einheit Berliner Bär,
- 1953 BSG Aufbau-Bauunion/Aufbau Alex zusammengefasst unter der Bezeichnung TGM/Trainingsgemeinschaft Müggelsee,
- 1955/56 aktive Regattasegler der TGM werden in den SC-Einheit übernommen,
- 1957 BSG Adlershof Sektion Segeln, 1955 administrativ auf das Regattagelände am Müggelschlösschenweg/Westufer des Müggelsees am Spreetunnel-Friedrichshagen
- 1981 BSG der Chemie Adlershof bis Ende 1990[5]

## Jugend
Die Jugend der Seglergemeinschaft ist vor allem auf die Bootsklassen Optimist als Jüngstenboot, ILCA4 und ILCA6 und die 420er-Klasse konzentriert.

## Aktivitäten
Neben den Freizeit-/Fahrtenseglern ist die Seglergemeinschaft am Müggelsee auch im Regattasegeln aktiv.
- Der Höhepunkt des Jahres ist seit 1950 die 20h Wettfahrt.
- Außerdem war man 2002 Ausrichter der Internationalen deutschen Jugendmeisterschaften in der Europe-Klasse sowie Ausrichter der Berliner Jugendmeisterschaft der Opti A in den Jahren 2022 und 2023. Im Jahr 2025 wird die SGaM erneut die Berliner Jugendmeisterschaft für Opti A ausrichten.
- Ausrichter vom Müggel-Cup, Berlin Skiff Bash, Müggelschlößchen-Cup für Opti A (ehm."Schefferling-Cup"), Meer-Seen-Cup für Opti A und Opti B, Classic Cup, Berliner Meisterschaften der H-Jollen[6]

## Erfolge
- 1930: Fritz Bondick erster deutscher Segelmeister des DSB
- 1936 und 1940: Onkel Reinhard Drewitz, deutscher Meister in der Rennjolle des DSV
- 1938: Werner Pohl, Deutscher Meister in der O-Jolle
- 1988: Peter Stoof und Andreas Brandtner, Vizemeister im Seesegeln
- 1989: Andreas Brandtner, Deutscher Meister im Seesegeln
- 2006 Philipp Einecke, IDJM in der Europe[7]
- 2007 Johannes Glitzky, DJoM U19 im Laser[8]